# Glaphyra lampros
Glaphyra lampros är en skalbaggsart som beskrevs av Holzschuh 2006. Glaphyra lampros ingår i släktet Glaphyra och familjen långhorningar.
Artens utbredningsområde är Laos. Inga underarter finns listade i Catalogue of Life.